# Büschel (Einheit)
Das Büschel, regional auch der Büschel oder Püschel, war ein Stückmaß für die Anzahl gebundener unbrauchbarer Bleche im Fertigungsprozess. Besonders in Zinnhütten war das Maß gebräuchlich.
- 1 Büschel = 60 Stück